# Heinrich Ernst Owen
Heinrich Ernst Owen, auch Owenus (* 1685 in Nienburg; † 14. Mai 1758 in Alfeld (Leine)), war ein deutscher lutherischer Theologe und Generalsuperintendent der Generaldiözese Alfeld.

## Leben
Owen war ein Sohn des Rektors und späteren Pastors in Bücken Petrus Owen. Er besuchte das Gymnasium in Hildesheim und studierte Theologie in Helmstedt und Jena. Danach wurde er zunächst Hauslehrer unter anderem für den Prince of Wales, dann Hilfspastor in Bücken, 1724 Pastor und Superintendent in Sulingen. 1726 erhielt er durch die Universität Helmstedt die theologische Doktorwürde. 1733 wurde er Pastor primarius (Hauptpastor)  und Generalsuperintendent in Alfeld.

## Werke
- Biblia, das ist: Die ganze Heilige Schrift Altes und Neues Testaments, nach der teutschen Uebersetzung Martin Luthers: nebst besonderen Vorreden über ein iedes Buch, kurzen Summarien, richtigen Parallelen und Nutz-Anwendungen auf jedes Capitel  (1741)
- Gerechte Klage wegen des frühzeiten und unvermutheten Ablebens Seiner Königlichen Hoheit Herrn Friedrichs Prinzen von Wallis (1751)